# El Limón (Herrera)
El Limón es un corregimiento del distrito de Santa María en la provincia de Herrera, República de Panamá. La población tiene 1.415 habitantes (2010).